# Брессан, Проспер
Жан Бати́ст Проспе́р Бресса́н (фр. Jean Baptiste Prospère Bressant; 24 октября 1815 — 23 января 1886) — французский актёр театральный педагог.

## Биография
Жан Батист Проспер Брессан родился 24 октября 1815 года в городе Шалон-сюр-Сон, во французском департаменте Сона и Луара.
Сначала был простым писцом и лишь в 1835 году дебютировал в монмартрском театре, после чего получил ангажемент в театр Вариэтэ и женился на актрисе Элизабет Дюпон (фр. Madame Bressant; 1818—1869).
С 1839 по 1846 год он играл в столице Российской империи городе Санкт-Петербурге в Михайловском театре. Когда в 1845 году «в помощь» ему прибыл Шарль Франсуа Бертон, Брессан ввёл его в курс дела и в следующем году покинул Россию.
С 1846 по 1853 год выступал на сцене парижского Théâtre du Gymnase Marie-Bell, a в 1854 году стал членом труппы «Комеди Франсэз».

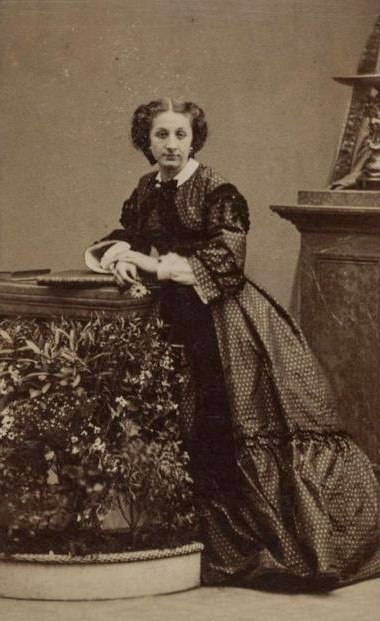
Мария Кочубей, дочь

Жан Батист Проспер де Брессан играл преимущественно в современных комедиях. В конце XIX — начале XX века на страницах «Энциклопедического словаря Брокгауза и Ефрона» говорилось, что «игра его отличалась изяществом» и что «Особенным успехом он пользовался в „Proverbes“ Альфреда де Мюссе».
В 1876 году он завершил театральную карьеру и совершенно оставил сцену. Помимо этого, Брессан преподавал в Высшей национальной консерватории драматического искусства в Париже, где среди его учеников был, в частности, Муне-Сюлли.
Жан Батист Проспер Брессан скончался 23 января 1886 года.
Его дочь Мария Евгения Алиса (Александра Просперовна) де Брессан (21.09.1838—29.12.1909; известная также как Mademoiselle Bressant) нашла своё призвание в литературе; ей принадлежат несколько романов и повестей, в том числе «Gabriel Pinson» (1867), «Une Paria» (1869); «Le manuscrit de m-lle Camille». (1874), «Lettres de femmes» (1881). Она была замужем за князем Михаилом Кочубеем и родила ему пятерых детей, а после его смерти вступила во второй брак с префектом департамента Ариеж, бароном д’Артигом (1878).